# La gavina (canción)
«La gavina» —en español: «La gaviota»— es una canción habanera compuesta en 1924 por Frederic Sirés (1898-1971), grabada y popularizada en lengua catalana por la cantautora Marina Rossell en 1978.

## Datos de la canción
En 1918 Frederic Sirés viajó a Cuba, en 1924 vuelve a Begur, población de la Costa Brava en la que nació, y allí compone en castellano la habanera La gaviota, poco después él mismo la traduce al catalán, versión en la que se popularizaría. La canción se la dedicaba a Ofelia, un amor que dejó en La Habana.
La gavina fue grabada por primera vez por Marina Rossell en su disco Penyora... en 1978, siendo su canción más reconocida y popular. En su primera grabación del tema, Rossell se la dedica "A Josep Tero y Antoni Puigverd que la guardaron en su memoria para un día enseñársela". Al ser un tema a ritmo de habanera muchos grupos de habaneras tradicionales en Cataluña la llevan en su repertorio; el grupo de habaneras Port Bo grabó el tema en catalán y en castellano.

## Discos de Marina Rossell en los que la grabó
- Single "La gavina - El jutge" (1978)
- Penyora... (1978)
- Marítim (2003)
- Clàssics catalans (2007)
- Les cançons contra la sida (dvd colectivo, 2012)
- Tribut a Moustaki (2014)

## Otras versiones
- La cantante portuguesa Mísia en su disco Fado (1993)
- Ana Reverte en su disco Amantes (1995)
- Els Pescadors de L'Escala en su disco La gavina (1995)
- Port-Bo la grabó en catalán en sus discos Arrel de tres (1995) y en el directo Al Palau (2005). El mismo grupo grabó la canción en castellano en sus discos Canela y ron (2006) y en 50 anys de Port Bo (2016).[4]
- Gema 4 & Port-Bo en el disco De L'Havana a l'Empordà (2002)
- Andrea Motis la interpretó en su disco Emotional dance (2017)